# 大利根町

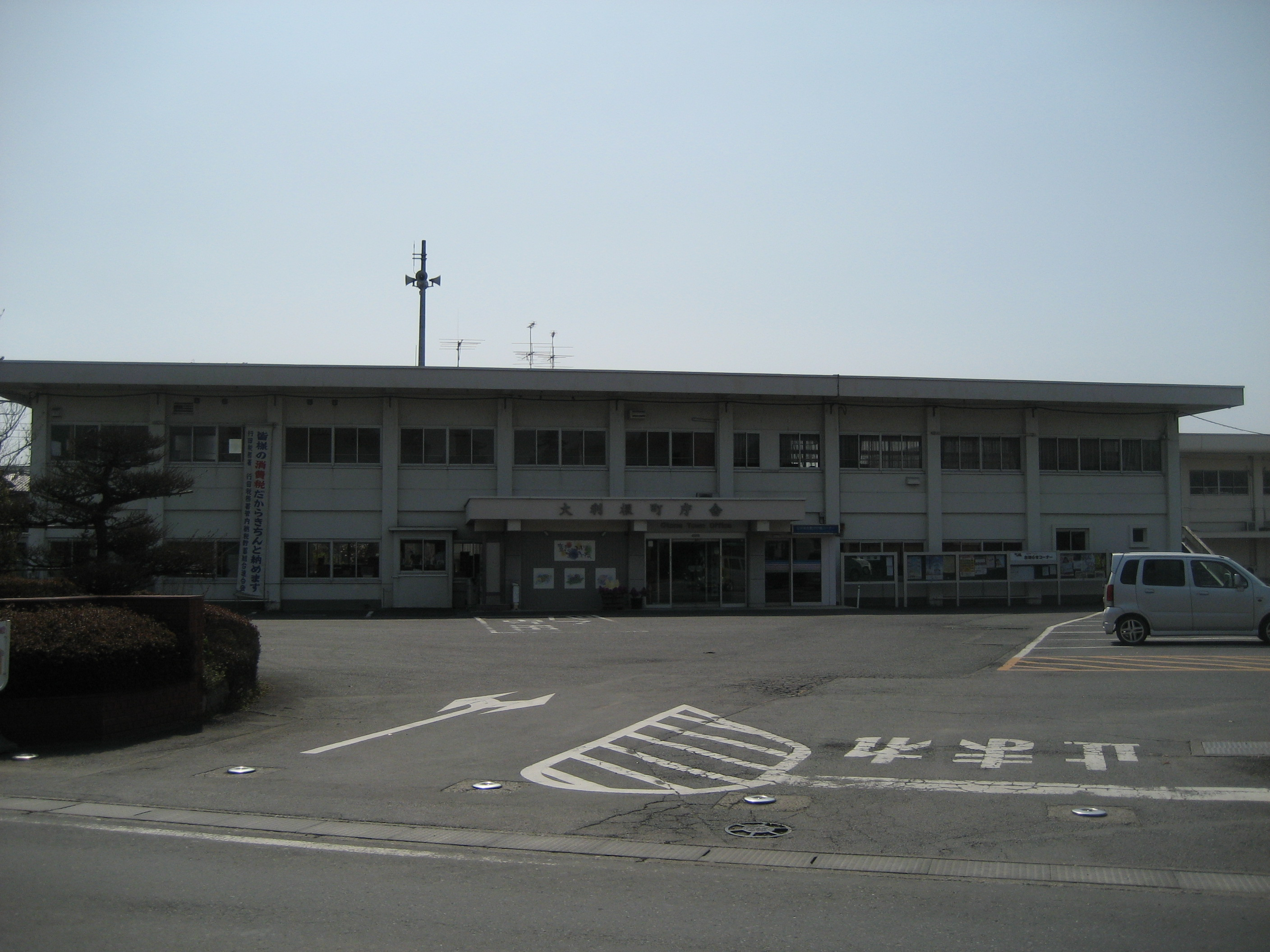
大利根町役場

大利根町（おおとねまち）は、かつて埼玉県北東部、北埼玉郡にあった町。旧・武蔵国埼玉郡。東京都市圏（東京通勤圏）。

## 地理

### 地名
加須市との合併以前は、「豊野台」および「新利根」以外の地名において、下記地名の前に「大字」を付していた（例：北埼玉郡大利根町大字北下新井字野中）。
- 豊野台
- 新利根
- 旗井
- 中渡
- 新川通
- 外記新田
- 弥兵衛
- 佐波
- 砂原
- 細間
- 道目
- 北平野
- 北下新井
- 琴寄
- 間口
- 阿佐間
- 生出
- 杓子木
- 松永新田
- 北大桑
- 新井新田

### 河川
| - 利根川（浅間川） - 島中領幹線用水路（島中領用水路） - 高柳用水路（高柳分水路） - 川辺領用水路 - 東川用水路 - 香林寺北側用水路 - 新元和川用水路 - 元和川用水路（元和用水路） - 三尺用水路 - 三尺北側用水路 - 三尺南側用水路 | - 豊野用水路 - 葛西用水路 - 堤根落排水路（堤根堀排水路） - 導水渠 - 香林寺落排水路（香村寺排水路） - 沼田落排水路 - 五丁田排水路 - 三尺落排水路（三尺排水路） - 新堀排水路 - 開二九排水路 | - 沖谷排水路 - 旗井排水路 - 稲荷木落排水路（稲荷木堀） - 沼尻落排水路 - 十王堀排水路（自然排水路） - 古利根排水路 - 中川 - 手子堀川 - 午ノ堀川 - 松原落排水路 |

### 池沼
- 善定寺池
- 才谷ヶ池
- オハナ池
- 香林寺池（現存せず、埋立）

## 歴史
- 1869年（明治2年）1月28日 (旧暦) - 武蔵知県事・宮原忠治の管轄区域をもって大宮県が発足（県庁は日本橋馬喰町）。ほか旧町域では前橋県・忍県・佐倉県に属した村もあり。
- 1869年（明治2年）9月29日 (旧暦) - 県庁が浦和に移転し、大宮県から浦和県に改称。
- 1871年（明治4年）11月14日 (旧暦) - 浦和県・忍県・岩槻県の3県が合併して埼玉県が誕生。
- 1947年（昭和22年） - カスリーン台風により東村にて利根川堤防が決壊し水害が発生する。
- 1955年（昭和30年）1月1日 - 北埼玉郡東村・原道村・元和村・豊野村が合併し、大利根村となる。
- 1961年（昭和36年） - 埼玉県道84号羽生栗橋線が開通する。
- 1962年（昭和37年） - 国道125号が舗装される。
- 1964年（昭和39年） - 母子センターが開設される。
- - 同年、農薬の空中散布が開始される。
- - 同年12月14日、町章が制定される。
- 1965年（昭和40年） - 東中学校・原道中学校・豊和中学校が統合され大利根村立大利根中学校となる。
- 1967年（昭和42年） - 東保育所が開設される。
- - 同年、農協会館が開館する。
- 1971年（昭和46年）1月1日 - 町制施行により、大利根町となる。
- 1972年（昭和47年） - 大利根町・北川辺町衛生センターが開設される。
- - 同年、埼玉大橋が開通し新川の渡し（利根川）が廃止となる。
- 1976年（昭和51年） - 総合福祉会館が開館する。
- 1977年（昭和52年） - 大利根町移動図書館が開館する。
- 1979年（昭和54年）1月1日 - 町民憲章が制定され、町の木（金木犀）・町の花（菊）が選定される。
- 1981年（昭和56年） - コミュニティーセンターが開設される。
- - 同年、文化体育館が開館する。
- - 同年、東小学校の西校舎が竣工する。
- 1986年（昭和61年） - 保健センターが開設される。
- 1987年（昭和62年） - 豊野小学校の新校舎が竣工する。
- - 同年、大利根西部公園が開園する。
- 1988年（昭和63年） - 防災行政無線が整備される。
- - 同年、加須大利根工業団地が竣工する。
- 1989年（平成元年） - 原道小学校の新校舎が竣工する。
- 1990年（平成2年） - 元和小学校の新校舎が竣工する。
- 2010年（平成22年）3月23日 - 加須市、北埼玉郡騎西町、北埼玉郡北川辺町と合併し消滅。

## 行政
歴代町長
| 代   | 氏名       | 就任年月日    | 退任年月日    |
| ---- | ---------- | ------------- | ------------- |
| 1    | 中島林蔵   | 1955年2月6日  | 1963年2月5日  |
| 2    | 篠塚糾夫   | 1963年2月6日  | 1973年6月11日 |
| 3    | 橋本幸雄   | 1973年7月29日 | ?             |
| 4-5  | 篠塚糾夫   | 1976年4月14日 | 1984年4月13日 |
| 6-8  | 江森藤男   | 1984年4月14日 | 1996年4月13日 |
| 9-12 | 島田徳三   | 1996年4月14日 | 2008年4月13日 |
| 13   | 柿沼トミ子 | 2008年4月14日 | 2010年3月22日 |

### 市町村合併
当町は北葛飾郡栗橋町・北埼玉郡北川辺町との合併を目指し、新市名を「東埼玉市」（新設合併）としたが、当町の島田徳三町長（当時）が、合併協議会の会長を務めながら町内の反対派の動きを静観したこともあり、2004年9月26日の住民投票で当町の反対多数で合併は撤回となった。
その後、島田町長は町議会から辞職勧告を受け、いったん辞職したが出直し選挙で当選し、自立を明言した。しかし2008年3月23日の町長選挙で、元埼玉県知事特別秘書で周辺自治体との積極的な合併を公約とした柿沼トミ子が当選した。その後、同年9月3日に加須市の大橋良一市長から北埼玉郡騎西町・北埼玉郡北川辺町とともに1市3町の合併を提案され、柿沼町長は前向きな姿勢を示した。2010年3月23日に合併（新設合併）し、新たに「加須市」となった。

## 経済

### 産業
- 本社がある企業
  - ワコム
- 商業施設
  - カインズモール大利根

### 金融機関
- ほくさい農業協同組合（JAほくさい）

大利根中央支店
東支店
原道支店
豊野支店

## 地域

### 教育
小学校
- 大利根町立東小学校
- 大利根町立元和小学校
- 大利根町立豊野小学校
- 大利根町立原道小学校

中学校
- 大利根町立大利根中学校

### 公共施設
- 保健センター
- 童謡のふる里図書館「ノイエ」
- 大利根町総合福祉会館
- 大利根町文化体育館
- 童謡のふる里アスタホール
- 大利根町運動公園
- 星子沼公園
- 豊野台公園
- 大利根町西部公園
- さわやかほーむ
- ふれあいほーむ
- 中央集会所
- 多目的研修センター
- 豊野台テクノタウン管理センター

#### 国の機関
- 国土交通省関東地方整備局

利根川上流河川事務所大利根出張所

### 広域行政
- 大利根町北川辺町衛生施設組合衛生センター（北埼玉郡北川辺町とともにごみ処理およびし尿処理を行っていた）
- 栗橋・大利根土地区画整理一部事務組合（当町と栗橋駅付近の土地区画整理事業の事務を行っていた）
- 広域利根斎場組合（メモリアルトネ）（加須市、久喜市、幸手市、北埼玉郡騎西町、北埼玉郡北川辺町、南埼玉郡宮代町、南埼玉郡菖蒲町、北葛飾郡栗橋町、北葛飾郡鷲宮町とともに斎場運営を行っていた）
- 加須地区消防組合（加須市、北埼玉郡騎西町、北埼玉郡北川辺町とともに、消防・救急、火薬類取締法・液化石油ガス法・高圧ガス保安法に基づく事務を行っていた）
- 羽生領利根川水防事務組合（羽生市、加須市とともに水防事務を行っていた）

### 消防
- 加須地区消防組合
  - 大利根分署

### 警察
- 加須警察署（加須市）
  - 東駐在所
  - 原道駐在所
  - 元和駐在所

### 電話番号
市外局番は、町内全域が「0480」。同一市外局番の地域との通話は市内通話料金で利用可能（久喜MA）。収容局は大利根局。

### 郵政
郵便番号は町内全域が「349-11xx」（郵便事業栗橋支店）である。
- 元和郵便局
- 豊野郵便局
- 大利根細間郵便局

## 交通

### 鉄道
町域をJR宇都宮線と東武日光線がかすめるが、鉄道駅は存在しない。しかし東部の旗井地区などは久喜市の栗橋駅が近いため、駅周辺の市街地、住宅地の一部を構成している。
栗橋駅西口開設に伴い、旧栗橋町と共に「栗橋・大利根土地区画整理一部事務組合」を設立後、栗橋駅西土地区画整理事業も行われ、大利根地域側は2017年に換地処分となり、旗井一丁目 - 三丁目、北下新井一丁目が新たに成立した。また、南に隣接する野中土地区画整理事業は2022年現在施工中であり、このため旧当町域は鉄道駅が存在しないにもかかわらず、合併後も人口が増加傾向にある。

### バス
かつては町営循環バスがあったが、廃止された。
- 大利根町営循環バス

### タクシー
町営循環バス廃止後は、タクシーが唯一の公共交通機関である。タクシーの営業区域は県南東部交通圏で、春日部市・草加市・越谷市・久喜市・八潮市などと同じエリアとなっている。

### 道路
一般国道
- 国道125号

主要地方道
- 埼玉県道46号加須北川辺線
- 埼玉県道60号羽生外野栗橋線
- 埼玉県道84号羽生栗橋線

一般県道
- 埼玉県道316号阿佐間幸手線
- 埼玉県道346号砂原北大桑線

## 名所・旧跡・観光スポット・祭事・催事
- 道の駅童謡のふる里おおとね
- カスリーン公園

カスリーン公園のモニュメント

- 童謡のふる里おおとね温泉100（とね）の湯

## その他
- pinkish（ピンキッシュ）
  - 「童謡にちなんだアイドルを育成しよう!」との企画から誕生した「童謡のアイドルユニット」。活動を通して「童謡」と「大利根町」を広く外部発信し、地元を活性化することを目的としている。大利根町特産品のイチゴのピンク色とメンバーのフレッシュなイメージから「ピンキッシュ」と名付けられた。